# Федосов, Андрей Николаевич
Андрей Николаевич Федосов (укр. Андрій Миколайович Федосов; 20 ноября 1995, Приволье — 30 июня 2022, там же) — украинский военнослужащий, старший лейтенант, участник российско-украинской войны. Герой Украины (2024, посмертно).

## Биография
Родился в 1996 году в городе Приволье Луганской области. Окончил Лисичанский лицей №7, получил высшее образование и стал самым молодым сотрудником спецподразделения КОРД Национальной полиции Украины. Проживал в Северодонецке.
С началом полномасштабного вторжения России в Украину 24 февраля 2022 года вступил в ряды Сил территориальной обороны Вооружённых сил Украины.
30 июня 2022 года погиб в бою, защищая родной город Приволье.
Прощание с Андреем состоялось 31 мая 2023 года на Лесном кладбище в Киеве.

## Награды
- Звание «Герой Украины» с удостоением ордена «Золотая Звезда» (23 августа 2024, посмертно) — за личное мужество и героизм, проявленные в защите государственного суверенитета и территориальной целостности Украины, верность военной присяге[2].
- Орден Богдана Хмельницкого III степени (31 октября 2023, посмертно) — за личное мужество и высокий профессионализм, проявленные в защите государственного суверенитета и территориальной целостности Украины, верность военной присяге[3].